# Penal (Trinidad y Tobago)
Penal es una localidad de Trinidad y Tobago, que forma parte de la región de Penal-Debe.

## Geografía
La localidad abarca parte de la isla Trinidad y limita al norte con Hermitage Village, Debe y Barrackpore, al sur con Scott Road Village y Morne Diablo, al este con Barrackpore, Rochard Road  y Penal Rock Road  y al oeste con Tulsa Village, Batchyia Village y Charlo Village.

## Demografía
Datos demográficos de la localidad de Penal:
| Gráfica de evolución demográfica de Penal entre 2000 y 2011 |
|                                                             |